# Sveučilište Duke
Sveučilište Duke je privatno istraživačko sveučilište u američkom gradu Durhamu, država Sjeverna Karolina. 

## Povijest
Ovo sveučilište osnovao je Washington Duke 1838. kao odgovor na brzu industrijalizaciju SAD-a. Do sada je sveučilište dalo 20 dobitnika Nobelove nagrade.
Duke je jedno od američkih sveučilišta s najvećim fundusom za istraživanje.